# Joseph Grew
Joseph Clark Grew (27 de mayo de 1880 – 25 de mayo de 1965) fue un diplomático estadounidense, embajador en Japón cuando se produjo el ataque a Pearl Harbor.

## Carrera diplomática
Perteneciente a la clase alta de Boston, estudió en la Universidad de Harvard. Al principio de su carrera diplomática fue encargado de negocios en Viena cuando en abril de 1917 se produjo la ruptura con el Imperio Austro-Húngaro a raíz de la entrada de Estados Unidos en la Primera Guerra Mundial.
Después fue embajador de Estados Unidos en Dinamarca (1920-1921), Suiza (1921-1924) y Turquía (1927-1932). En 1932 fue nombrado embajador en Japón, cargo que desempeñó durante los nueve años siguientes, hasta el ataque japonés a la base de Pearl Harbor sin que hubiera habido una previa declaración de guerra.
El nombramiento como embajador en Japón tenía para Grew un significado especial pues estaba casado con una nieta de Matthew Perry, el comodoro que mandaba la fuerza naval que se presentó en la bahía de Tokio a mediados del siglo XIX exigiendo la apertura de los puertos japoneses al comercio internacional. El matrimonio se integró muy bien en el país y acudía frecuentemente a las reuniones de la alta sociedad de la capital.
Grew hizo todo lo que estuvo en su mano para evitar la guerra, incluso tomando iniciativas sin haber dado cuenta previamente a su gobierno. Tras el ataque a Pearl Harbor estuvo detenido durante nueve meses por orden del gobierno japonés hasta que fue liberado y pudo volver a Estados Unidos en agosto de 1942, incorporándose inmediatamente al Departamento de Estado. Sobre su experiencia en Japón escribió un libro muy influyente titulado Diez años en Japón.